# Marco Mellino
Marco Mellino (* 3. August 1966 in Canale, Provinz Cuneo, Italien) ist ein italienischer Geistlicher und Kurienbischof der römisch-katholischen Kirche.

## Leben
Marco Mellino empfing am 29. Juni 1991 durch den Bischof von Alba, Giulio Nicolini, das Sakrament der Priesterweihe.
Am 27. Oktober 2018 ernannte ihn Papst Franziskus zum Titularbischof von Cresima sowie zum beigeordneten Sekretär des Kardinalsrates und zum Mitglied des Päpstlichen Rates für die Gesetzestexte. Kardinalstaatssekretär Pietro Parolin spendete ihm am 15. Dezember desselben Jahres die Bischofsweihe; Mitkonsekratoren waren der Bischof von Alba, Marco Brunetti, und der Bischof von Albano, Marcello Semeraro.
Am 15. Oktober 2020 ernannte ihn Papst Franziskus zum Sekretär des Kardinalsrates.